# Freddy Cannon
Freddy Cannon (Frederick Anthony Picariello, né le 4 décembre 1939 à Lynn (Massachusetts)) est un chanteur, guitariste et auteur-compositeur américain de rock and roll.

## Discographie

### Singles[2],[3],[4]
| Année | Titre                                                     | Label & n° de référence          | U.S. Pop | U.S. R&B | UK |
| ----- | --------------------------------------------------------- | -------------------------------- | -------- | -------- | -- |
| 1959  | Tallahassee Lassie                                        | Swan 4031 Top Rank JAR135 (UK)   | 6        | 13       | 17 |
| 1959  | Okefenokee                                                | Swan 4038                        | 43       | -        | -  |
| 1959  | Way Down Yonder in New Orleans                            | Swan 4043 Top Rank JAR247 (UK)   | 3        | 14       | 3  |
| 1960  | Chattanoogie Shoe Shine Boy                               | Swan 4050                        | 34       | -        | -  |
| 1960  | California, Here I Come (en) / Indiana                    | Top Rank JAR309 (UK)             | -        | -        | 33 |
| 1960  | Jump Over / The Urge (UK A-side)                          | Swan 4053 Top Rank JAR369 (UK)   | 28       | -        | 18 |
| 1960  | Happy Shades of Blue                                      | Swan 4057                        | 83       | -        | -  |
| 1960  | Humdinger                                                 | Swan 4061                        | 59       | -        | -  |
| 1960  | Muskrat Ramble                                            | Swan 4066 Top Rank JAR548 (UK)   | 54       | -        | 32 |
| 1961  | Buzz Buzz A-Diddle-It                                     | Swan 4071                        | 51       | -        | -  |
| 1961  | Opportunity                                               | Swan 4071                        | 114      | -        | -  |
| 1961  | Transistor Sister                                         | Swan 4078                        | 35       | -        | -  |
| 1961  | For Me And My Gal                                         | Swan 4083                        | 71       | -        | -  |
| 1962  | Twistin' All Night Long (with Danny and the Juniors)      | Swan 4092                        | 68       | -        | -  |
| 1962  | Teen Queen of the Week                                    | Swan 4096                        | 92       | -        | -  |
| 1962  | Palisades Park                                            | Swan 4106 Stateside SS101 (UK)   | 3        | 15       | 20 |
| 1962  | What's Gonna Happen When Summer's Done                    | Swan 4117                        | 45       | -        | -  |
| 1962  | If You Were A Rock And Roll Record                        | Swan 4122                        | 67       | -        | -  |
| 1963  | Four Letter Man                                           | Swan 4132                        | 121      | -        | -  |
| 1963  | Patty Baby                                                | Swan 4139                        | 65       | -        | -  |
| 1963  | Everybody Monkey                                          | Swan 4149                        | 52       | -        | -  |
| 1963  | Do What The Hippies Do                                    | Swan 4155                        | -        | -        | -  |
| 1963  | Sweet Georgia Brown                                       | Swan 4168                        | -        | -        | -  |
| 1963  | The Ups And Downs Of Love                                 | Swan 4178                        | -        | -        | -  |
| 1964  | Abigail Beecher                                           | Warner Bros. Records 5409        | 16       | -        | -  |
| 1964  | O.K. Wheeler, The Used Car Dealer                         | Warner Bros. Records 5434        | -        | -        | -  |
| 1964  | Summertime, U.S.A.                                        | Warner Bros. Records 5448        | -        | -        | -  |
| 1964  | Too Much Monkey Business                                  | Warner Bros. Records 5487        | -        | -        | -  |
| 1964  | In The Night                                              | Warner Bros. Records 5615        | 132      | -        | -  |
| 1965  | Action                                                    | Warner Bros. Records 5645        | 13       | -        | -  |
| 1965  | Let Me Show You Where It's At                             | Warner Bros. Records 5666        | 127      | -        | -  |
| 1965  | She's Somethin' Else                                      | Warner Bros. Records 5673        | -        | -        | -  |
| 1966  | The Dedication Song                                       | Warner Bros. Records 5693        | 41       | -        | -  |
| 1966  | The Greatest Show On Earth                                | Warner Bros. Records 5810        | -        | -        | -  |
| 1966  | The Laughing Song                                         | Warner Bros. Records 5832        | 111      | -        | -  |
| 1966  | Run For The Sun                                           | Warner Bros. Records 5859        | -        | -        | -  |
| 1966  | In My Wildest Dreams                                      | Warner Bros. Records 5876        | -        | -        | -  |
| 1967  | Maverick's Flat                                           | Warner Bros. Records 7019        | -        | -        | -  |
| 1967  | 20th Century Fox                                          | Warner Bros. Records 7075        | -        | -        | -  |
| 1968  | Rock Around The Clock                                     | We Make Rock'N Roll Records 1601 | 121      | -        | -  |
| 1968  | Sea Cruise                                                | We Make Rock'N Roll Records 1604 | -        | -        | -  |
| 1969  | Beautiful Downtown Burbank                                | Sire ST 4103                     | -        | -        | -  |
| 1970  | Charged-Up, Turned-Up Rock-N-Roll Singer                  | Royal American RA 2              | -        | -        | -  |
| 1970  | Night Time Lady                                           | Royal American RA 11             | -        | -        | -  |
| 1970  | Strawberry Wine                                           | Royal American RA 288            | -        | -        | -  |
| 1971  | Rockin' Robin                                             | Buddah BDA 242                   | -        | -        | -  |
| 1972  | If You've Got The Time                                    | Metromedia MM 262                | -        | -        | -  |
| 1974  | Rock N'Roll A-B-C's                                       | MCA 40269                        | -        | -        | -  |
| 1975  | I Loves Ya                                                | Andee 4001                       | -        | -        | -  |
| 1976  | Sugar                                                     | Claridge 416                     | -        | -        | -  |
| 1981  | Suzanne Somers                                            | Horn HR-8                        | -        | -        | -  |
| 1981  | Let's Put The Fun Back In Rock N Roll (with The Belmonts) | MiaSound 1002                    | 81       | -        | -  |
| 1983  | Dance To The Bop                                          | Amherst AM-201                   | -        | -        | -  |
| 1988  | Rockin' In My Socks                                       | Amherst AM-327                   | -        | -        | -  |

### Albums[2],[3]
- The Explosive Freddy Cannon (1960, Swan 502) - UK #1
- Freddy Cannon's Solid Gold Hits (1961, Swan 505)
- Freddy Cannon Sings Happy Shades of Blue (1962, Swan 504)
- Palisades Park (1962, Swan 507)
- Freddy Cannon Steps Out (1963, Swan 511)
- Freddy Cannon (1963, Warner Bros. Records W 1544)
- Action (1965, Warner Bros. Records W 1612)
- Freddy Cannon's Greatest Hits (1964, Warner Bros. Records W 1628)
- Have A Boom Boom Christmas!! (2002, Gotham)
- Boom Boom Rock 'n' Roll: The Best Of Freddy Cannon